# 黃金濤

黃金濤（1888年—1957年）字清溪，福建厦门人。中华民国冶金学家。

## 生平
黃金濤生于1888年（清朝光绪十四年）。早年先后毕业于厦门英国教会学校，天津北洋大学，美国哥伦比亚大学。1915年，任汉阳铁工厂技师。1923年，任汉阳铁工厂技师长。
1932年7月26日，任国民政府实业部技正。1932年10月25日，任国民政府实业部矿业司司长。1938年12月，任国民政府立法院立法委员。1942年2月，任重庆市政府秘书。
1947年8月6日，任福建省政府委员兼福建省财政厅厅长。1947年9月29日，改兼福建省建设厅厅长。
1949年9月30日－1949年11月23日	以省建設廳長兼任為代理省主席

1957年，黄金涛逝世。

## 家庭
- 配偶：刘云鹤（育有三女）
- 子女：黄卓群、黄卓云、黄卓琴
  - 黄卓群（配偶：吴国桢；子女：吴修蓉、吴修惠、吴修广、吴修潢）
  - 黄卓琴（配偶：崔伊夫；子女：崔永武、崔永法、崔永昌、崔永和、崔永明、崔永芳）

## 著作
- 《汉阳钢铁厂冶炼法》
- 《土铁炼成翻砂铁法》
- 《矿用空气压缩机》

## 延伸阅读
[在维基数据编辑]
 《游美同學錄·黃金濤》，出自《游美同學錄》